# Labradorski Eskimi
Labradorski Eskimi, skupni naziv za eskimska plemena nastanjena na poluotoku Labrador u Kanadi, viz.: Aivitumiut, Avitumiut, Chuckbuckmiut, Itivimiut, Kanithlualukshuamiut, Kigiktagmiut, Killinunmiut, Koksoakmiut, Konithlushuamiut, Netcetumiut, Nunenumiut, Nuvugmiut, Puthlavamiut i Unavamiut.